# Iván Estrada
Jorge Iván Estrada Manjarrez (Culiacán, Sinaloa, 16 de octubre de 1983) es un Exfutbolista mexicano. Jugaba de Lateral derecho y actualmente está retirado del fútbol.

## Trayectoria
Inicios
Su primer equipo fue el Club Social y Deportivo Dorados de Sinaloa, equipo donde militó desde 2003 y con el que ascendió a la Primera División de México en 2004. Su debut en la Primera División se produjo el 20 de octubre de 2004, en un encuentro entre los Dorados y el Pachuca Club de Fútbol, que ganó este último por 1:0. 
Veracruz
En 2006 fue traspasado al Veracruz, aunque terminó jugando en los Tiburones Rojos de Coatzacoalcos de la Primera División 'A' de México, equipo filial del Veracruz.
Club Santos Laguna
En 2007 fue traspasado al Santos Laguna para el Torneo Clausura 2007. Estrada fue titular durante toda la etapa de Daniel Guzmán como exentrenador.
En el Santos Laguna anotó su primer gol en Primera y fue elegido Mejor Defensa Lateral en el Torneo Apertura 2007 y en el Torneo Clausura 2008 su equipo ganó el campeonato. Ha recibido en total 4 reconocimientos como Mejor Defensa Lateral de la liga.
Ganó el campeonato del Torneo Clausura 2012, aportando con un gol en la semifinal contra Tigres y recibió el reconocimiento como Mejor Defensa Lateral de la Primera División de México.
Tras la eliminación del equipo en 2013 es puesto transferible en el Club ya que no se llegó a un acuerdo de renovación, poniendo así fin a casi 7 años de entrega y profesionalismo.
Club Pachuca
El 21 de mayo al no llegar a un acuerdo económico con Santos es transferido al club Pachuca.
Tigres de la UANL
Para el torneo de Clausura 2014, Ivan es comprado por los Tigres UANL dentro del draft del fútbol mexicano rumbo al torneo de Clausura 2014.
Con el dorsal número 5.

### Clubes
| Club                        | País                | Año         | Partidos | Goles | Media |
| --------------------------- | ------------------- | ----------- | -------- | ----- | ----- |
| Dorados de Sinaloa          | México              | 2003-2006   | 73       | 1     | 0.01  |
| Tiburones Rojos de Veracruz | México              | 2006        | 6        | 0     | 0     |
| Club Santos Laguna          | México              | 2007-2013   | 284      | 11    | 0.04  |
| Club de Fútbol Pachuca      | México              | 2013        | 18       | 0     | 0     |
| Tigres UANL                 | México              | 2014-2018   | 69       | 0     | 0     |
| Total en su carrera         | Total en su carrera | 2003 - 2018 | 447      | 12    | 0.03  |

#### Estadísticas
Actualizado el 20 de septiembre de 2016.
| Dorados de Sinaloa · México                                                                                                 |               |               |     |    |    |    |    |     |     |    |
| 2ª | 2003-04       | 18            | 1   | 0  | 0  | 0  | 0  | 18  | 1   |    |
| 1ª | 2004-05       | 21            | 0   | 0  | 0  | 0  | 0  | 21  | 0   |    |
| 1ª | 2005-06       | 34            | 0   | 0  | 0  | 0  | 0  | 34  | 0   |    |
| Total club | Total club    | 73            | 1   | 0  | 0  | 0  | 0  | 73  | 1   |    |
| C.D. Veracruz · México |               |               |     |    |    |    |    |     |     |    |
| 1ª | 2006          | 6             | 0   | 0  | 0  | 0  | 0  | 6   | 0   |    |
| Total club | Total club    | 6             | 0   | 0  | 0  | 0  | 0  | 6   | 0   |    |
| Santos Laguna · México |               |               |     |    |    |    |    |     |     |    |
| 1ª | 2007          | 18            | 0   | 0  | 0  | 0  | 0  | 18  | 0   |    |
| 1ª | 2007-08       | 44            | 1   | 0  | 0  | 0  | 0  | 44  | 1   |    |
| 1ª | 2008-09       | 35            | 0   | 0  | 0  | 11 | 0  | 46  | 0   |    |
| 1ª | 2009-10       | 38            | 3   | 2  | 0  | 4  | 0  | 44  | 3   |    |
| 1ª | 2010-11       | 36            | 3   | 0  | 0  | 7  | 1  | 43  | 4   |    |
| 1ª | 2011-12       | 42            | 3   | 0  | 0  | 9  | 0  | 51  | 3   |    |
| 1ª | 2012-13       | 31            | 0   | 0  | 0  | 7  | 0  | 38  | 0   |    |
| Total club | Total club    | 244           | 10  | 2  | 0  | 38 | 1  | 284 | 11  |    |
| Pachuca C.F. · México |               |               |     |    |    |    |    |     |     |    |
| 1ª | 2013-14       | 17            | 0   | 1  | 0  | 0  | 0  | 18  | 0   |    |
| Total club | Total club    | 17            | 0   | 1  | 0  | 0  | 0  | 18  | 0   |    |
| Tigres U.A.N.L. · México |               |               |     |    |    |    |    |     |     |    |
| 1ª | 2013-14       | 3             | 0   | 1  | 0  | 0  | 0  | 4   | 0   |    |
| 1ª | 2014-15       | 32            | 0   | 8  | 0  | 4  | 0  | 44  | 0   |    |
| 1ª | 2015-16       | 5             | 0   | 0  | 0  | 5  | 0  | 10  | 0   |    |
| 1ª | 2016-17       | 9             | 0   | 0  | 0  | 0  | 0  | 9   | 0   |    |
| 1ª | 2017-18       | 1             | 0   | 1  | 0  | -  | -  | 2   | 0   |    |
| Total club | Total club    | 50            | 0   | 10 | 0  | 9  | 0  | 69  | 0   |    |
| Total carrera | Total carrera | Total carrera | 390 | 11 | 15 | 0  | 47 | 1   | 447 | 12 |
| (1)Incluye datos de la Copa México e InterLiga (2)Incluye datos de la Concacaf Liga de Campeones y SuperLiga Norteamericana |               |               |     |    |    |    |    |     |     |    |

### Resumen estadístico
|                            | Partidos | Goles |
| -------------------------- | -------- | ----- |
| Liga de Ascenso de México  | 180      | 1     |
| Primera División de México | 372      | 10    |
| Copas nacionales           | 15       | 0     |
| Torneos internacionales    | 47       | 1     |
| Total                      | 447      | 12    |

## Palmarés

### Títulos nacionales
| Título               | Club               | País   | Año  |
| -------------------- | ------------------ | ------ | ---- |
| Ascenso MX           | Dorados de Sinaloa | México | 2003 |
| Liga MX              | Club Santos Laguna | México | 2008 |
| Liga MX              | Club Santos Laguna | México | 2012 |
| Copa MX              | Tigres UANL        | México | 2014 |
| Liga MX              | Tigres UANL        | México | 2015 |
| Campeón de Campeones | Tigres UANL        | México | 2016 |
| Liga MX              | Tigres UANL        | México | 2016 |
| Campeón de Campeones | Tigres UANL        | México | 2017 |
| Liga MX              | Tigres UANL        | México | 2017 |

### Distinciones individuales
| Distinción                                             | Año  |
| ------------------------------------------------------ | ---- |
| Mejor Defensa Lateral de la Primera División de México | 2007 |
| Mejor Defensa Lateral de la Primera División de México | 2010 |
| Mejor Defensa Lateral de la Primera División de México | 2010 |
| Mejor Defensa Lateral de la Primera División de México | 2012 |